# Columbia (Tennessee)
Pour les articles homonymes, voir Columbia.
Columbia est une ville des États-Unis, siège du comté de Maury,  dans l’État du Tennessee. Sa population s’élevait à 34 681 habitants lors du recensement de 2010, estimée à 37 540 habitants en 2016.

## Personnalité liée à la ville
- Bernard Peacock, clarinettiste et saxophoniste alto, est né à Columbia en 1921.
- William J. Abernathy, professeur de management

## Source
- (en) Cet article est partiellement ou en totalité issu de l’article de Wikipédia en anglais intitulé « Columbia, Tennessee » (voir la liste des auteurs).